# Josh Jackson (rugby league)

a Compétitions nationales et continentales officielles uniquement.

b Matchs officiels uniquement.
Josh Jackson, né le 8 janvier 1991 à Gulgong (Australie), est un joueur de rugby à XIII australien évoluant au poste de deuxième ligne ou troisième ligne. Il fait ses débuts en National Rugby League avec les Bulldogs de Canterbury-Bankstown lors de la saison 2012, y devenant rapidement titulaire. Il prend part également aux State of Origin avec la Nouvelle-Galles du Sud depuis 2014 ainsi qu'au City vs Country Origin depuis 2013.

## Palmarès

### En club
- Collectif :
  - Finaliste de la National Rugby League : 2012 (Canterbury-Bankstown).

- Individuel :
  - Élu meilleur deuxième ligne de la National Rugby League : 2018 (Canterbury-Bankstown).

## Statistiques
| Saison | Club                          | Compétition           | Matchs | Points | Essais | Goals | Drops |
| ------ | ----------------------------- | --------------------- | ------ | ------ | ------ | ----- | ----- |
| 2012   | Canterbury-Bankstown Bulldogs | National Rugby League | 12     | 16     | 4      | -     | -     |
| 2013   | Canterbury-Bankstown Bulldogs | National Rugby League | 25     | 8      | 2      | -     | -     |
| 2014   | Canterbury-Bankstown Bulldogs | National Rugby League | 10     | 4      | 1      | -     | -     |